# Oudenaarde
Oudenaarde (französischer Name: Audenarde, deutsch selten auch Oudenarde) ist eine Stadt in der belgischen Provinz Ostflandern, südlich von Gent, am Fluss Schelde. Die Stadt zählt 32.702 Einwohner (Stand 1. Januar 2024). Oudenaarde wird manchmal das „Juwel der Flämischen Ardennen“ genannt. Oudenaarde besitzt ein prachtvolles Rathaus im brabantischen spätgotischen Stil, das vom Brüsseler Architekten Hendrik van Pede zwischen 1527 und 1530 erbaut wurde und wegen seiner Verdüren berühmt ist.

## Geschichte

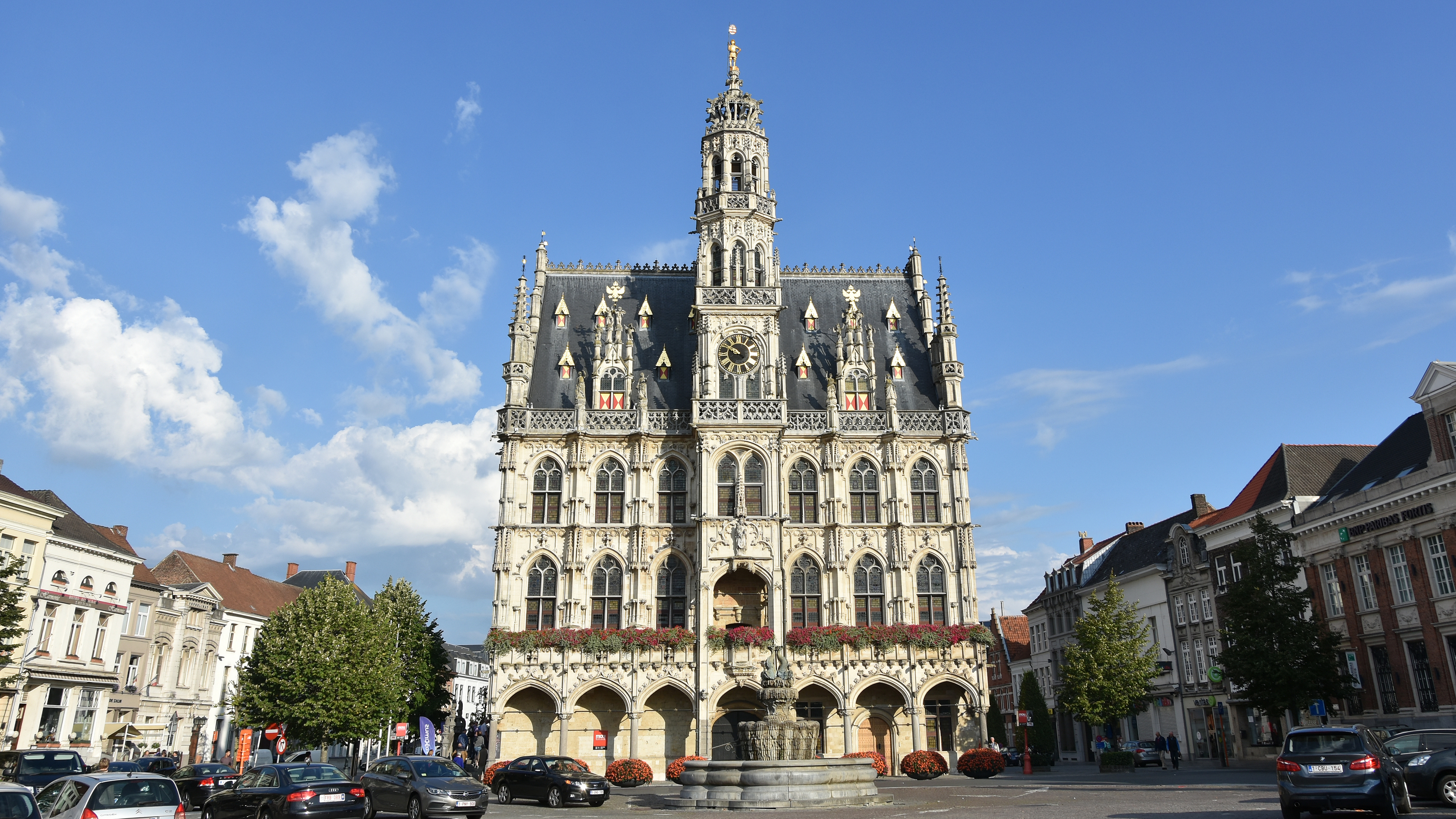
Rathaus Oudenaarde

1030 proklamierte hier der Graf von Flandern, Balduin IV., den göttlichen Frieden und veranlasste den Bau eines Schlosses. 1189 erhielt Oudenaarde das Stadtrecht. Die Verstärkungen der Stadt wurden 1214, nach der Schlacht bei Bouvines, entfernt. Oudenaarde war im Mittelalter ein bedeutender Stützpunkt der Grafen von Flandern, so für Ludwig von Male in seinem Kampf gegen die flandrischen Bürger unter Führung Gents. Dabei wurde es 1383 von den Gentern eingenommen.
Oudenaarde wurde auch dank Kaiser Karl V. bekannt, der hier 1521 mit der laut der Überlieferung verführerischen Weberstochter Johanna van der Gheynst ein Kind, die spätere Margarethe von Parma, zeugte, die 1559 Landvogtin der spanischen Niederlande wurde und Halbschwester von Philipp II. war. 1582 eroberte Alexander Farnese die Stadt.
1658 wurde Oudenaarde von den Franzosen eingenommen, im Pyrenäenfrieden jedoch den Spaniern wieder abgetreten. Ludwig XIV. eroberte Oudenaarde 1667 und verbesserte die Festungswerke nach der Manier Vaubans. Durch den Frieden von Aachen (1668) wurde die Stadt förmlich an Frankreich abgetreten, von den Spaniern 1674 vergeblich belagert, aber ihnen schon 1678 durch den Frieden von Nimwegen erneut zurückgegeben. Die Franzosen bombardierten 1684 Oudenaarde und zerstörten die halbe Stadt.
Während des Spanischen Erbfolgekriegs erlitt das französische Heer unter den Herzögen von Vendôme und von Burgund in der am 11. Juli 1708 ausgetragenen Schlacht bei Oudenaarde eine verheerende Niederlage gegen Prinz Eugen und den Herzog von Marlborough. Nach dem Utrechter Frieden (1713) kam Oudenaarde an das Haus Österreich. Der Brunnen vor dem Rathaus Oudenaarde ist ein Überbleibsel aus der Periode der französischen Herrschaft; er wurde – für die Tränke der Pferde der Soldaten – im Auftrag des Sonnenkönigs errichtet. Dieser Brunnen ist noch immer in Betrieb.
Im Österreichischen Erbfolgekrieg wurde Oudenaarde am 16. Juli 1745 von den Franzosen unter dem Grafen Ulrich von Löwendal vollständig eingeschlossen. Nachdem die Artillerie am 17. Juli eingetroffen war, gelang es den Belagerern ungeachtet heftigen Widerstands schließlich, die detachierten Werke der Festung anzugreifen. Daher kapitulierte der Kommandant, General von Makuo, am Abend des 22. Juli. 24 Geschütze, bedeutende Vorräte und die aus 1070 Mann bestehende Garnison gerieten in die Hände der Franzosen.
Während der österreichischen Besetzung im späten 18. Jahrhundert wurde Oudenaarde vom Edelareberg herab mit Kanonen beschossen. Nach dem Volksglauben verzweigt sich das Edelarefort, das viele unterirdische Gänge beherbergt, bis unter den Marktplatz, und gabelt sich auch seitwärts zum Stadtpark; dies ist jedoch nicht der Fall. Die Gänge, welche im Kriege als Unterschlupf und Zufluchtsort benutzt wurden, dienen heute als Brutplatz für Fledermäuse.
Am 24. Juni 1794 drängte die Vorhut der französischen Maas-Schelde-Armee unter Pichegru die vor Oudenaarde stehenden Vorposten der Armee des Herzogs von York in die Stadt zurück, ließ auf diese ein Geschützfeuer eröffnen und den Kommandanten auffordern, die nur schwach befestigte Stadt zu übergeben. Doch der Herzog verstärkte die Truppen in der Stadt und ließ seine Vorhut bis Neukirchen vorrücken sowie die Ufer der Schelde besetzen. Daraus entspannen sich tagelange Geschützgefechte. Am 30. Juni zogen die Franzosen vorerst ab, nach der bald darauf erfolgten Einnahme von Gent fiel jedoch auch Oudenaarde in die Hände der Franzosen.

## Kultur und Sehenswürdigkeiten
Das Ortsbild von Oudenaarde wird vom 90 m hohen Turm der Anfang des 17. Jahrhunderts gebauten Walburgakirche geprägt. Die Liebfrauenkirche im Ortsteil Pamele ist ein typisches Beispiel der Scheldegotik. Der malerische Beginenhof Oudenaarde het eine eigene barock umgestaltete Kirche und eine Kapelle.
In Kerselare befindet sich ein Wallfahrtsort, in dem eine jährliche Kirmes stattfindet, auf der das örtliche Naschwerk ’Lekkies’, sowie Merlan, verkauft wird.
Da Oudenaarde an der Schelde liegt, zählt die Stadt vier Brücken, worunter eine Zugbrücke nahe dem Zentrum, eine Radfahrer- und Fußgängerbrücke und die Ohiobrücke in Nederename, die vom Staat Ohio als Ersatz für die im Zweiten Weltkrieg verwüstete ursprüngliche Brücke errichtet wurde. An den beiden Seiten der Brücke stehen jeweils zwei Statuen von Bisons. Andere Kriegsdenkmäler sind eine Gedenksäule für kanadische Infanteriesoldaten, die im Ersten Weltkrieg die Schelde überquerten, und das Denkmal von Tacambaro auf dem gleichnamigen Platz, errichtet zur Erinnerung an mehrere Oudenaarder, die im Mexikanischen Befreiungskrieg ums Leben kamen, und das aus einer liegenden, gen Mexiko blickenden Frau besteht.
Kürzlich wurde ein Brunnen aus der Zeit Napoleons, nach ungefähr dreißig Jahren Restauration wiederhergestellt. Er steht auf dem Gentiel-Antheunis-Platz, in der Nähe des kulturellen Zentrums und des Theaters.
Der Maler Adriaen Brouwer war aus Oudenaarde gebürtig, und das jährliche Oudenaard’sche Bierfest heißt die „Adriaan Brouwer-Bierfeste“. Sonstige wichtige Künstler aus Oudenaarde waren der Dichter Jotie ’t Hooft und der Komponist Robert Herberigs. Der evangelische Dichter Abraham Hans, dem ein Museum in Horebeke gewidmet ist, verlieh seinen Namen einer lokalen Schule.

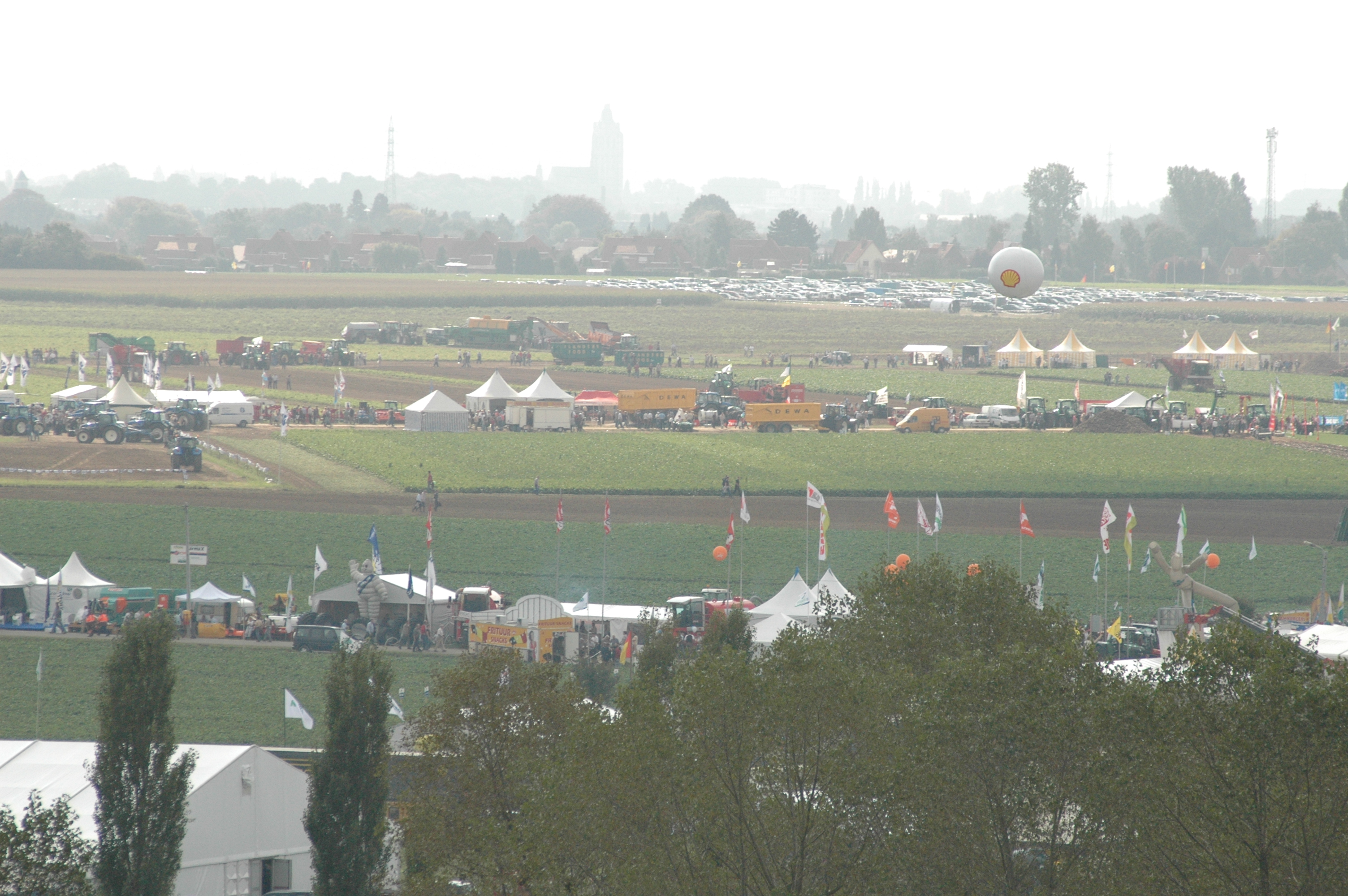
Werktuigendagen-Gelände, im Hintergrund der Turm der St.-Walburgakirche

Seit Ende des 20. Jahrhunderts finden in der Oudenaarder Teilgemeinde Heurne alle zwei Jahre die Werktuigendagen statt. 2009 wurde die agrartechnische Fachmesse von über 80.000 Personen besucht.
Alle zehn Jahre findet außerdem ein großes Gartenfestival statt, wobei der Markt, der zu den größten Flanderns gehört, gänzlich mit Blumen bedeckt wird.
Oudenaarde ist daneben für sein dunkles Bier und wegen der Flandernrundfahrt bekannt. Die Stadt besitzt ein Radfahrmuseum.
Isidoor Teirlinck, der Vater des Schriftstellers Herman Teirlinck, beschrieb den Dialekt der Oudenaardschen Umgebung in einem Süd-Westflämischen Mundartenwörterbuch.

## Bilder

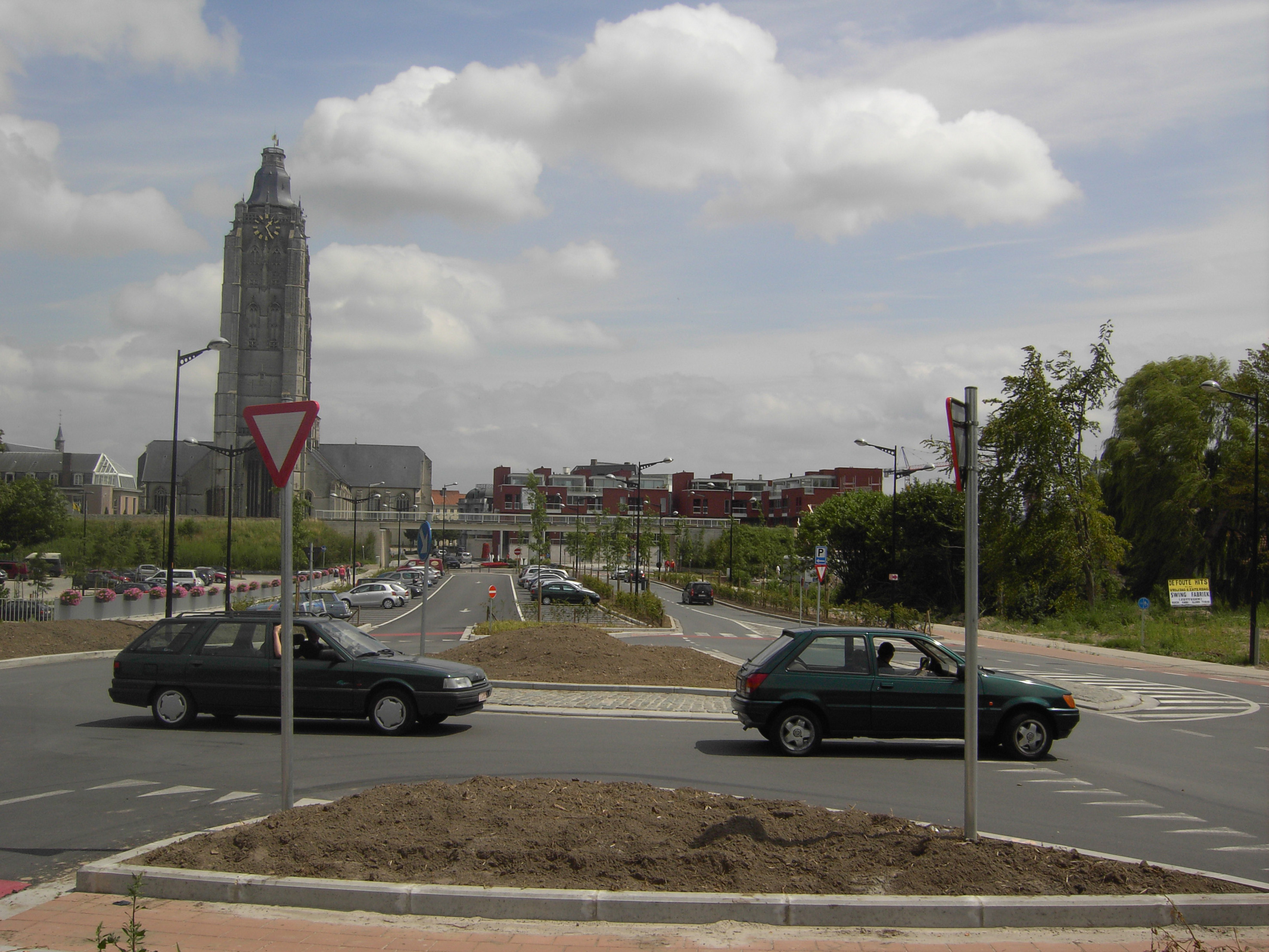
St.-Walburgakirche
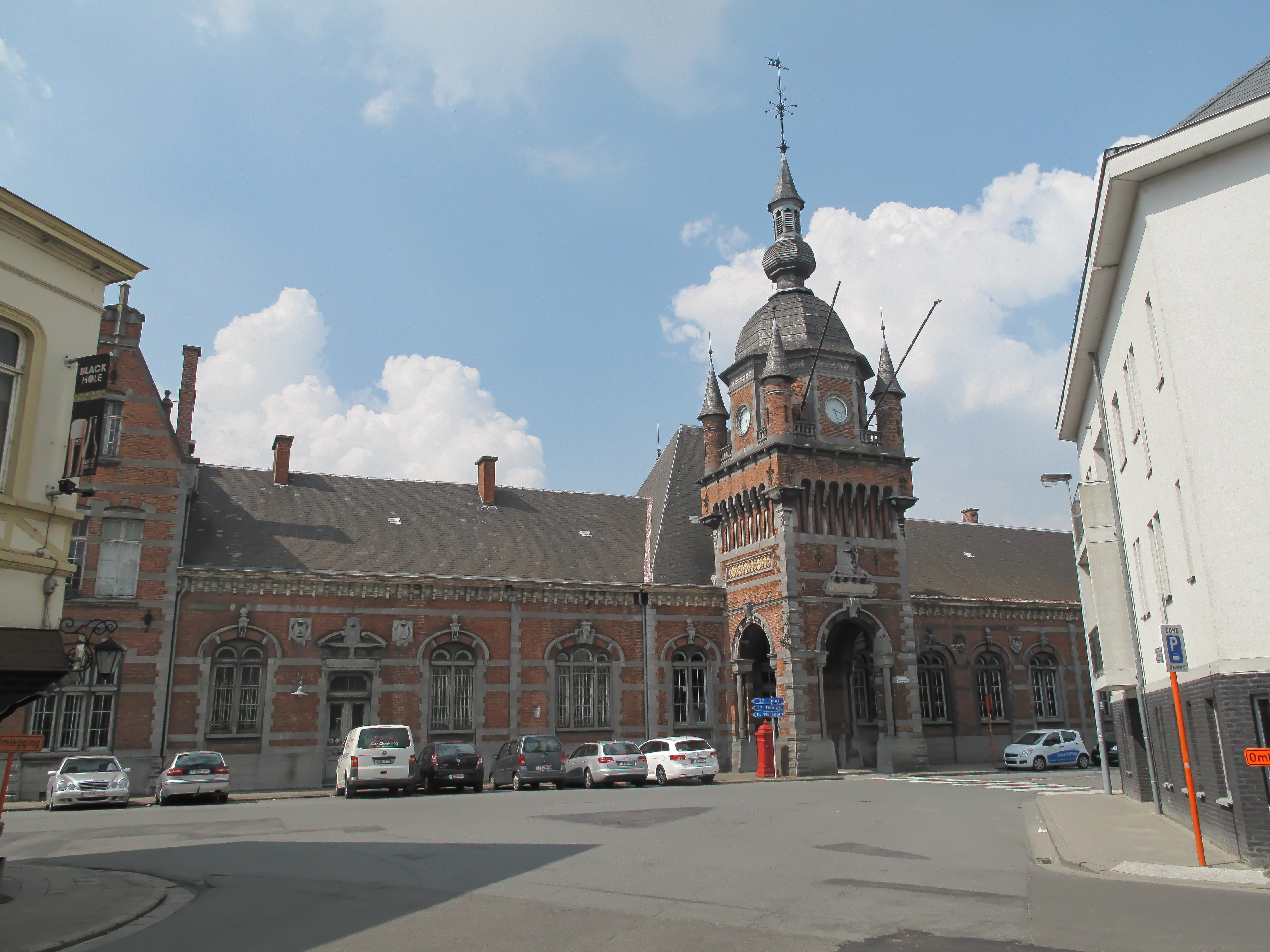
Alter Bahnhof
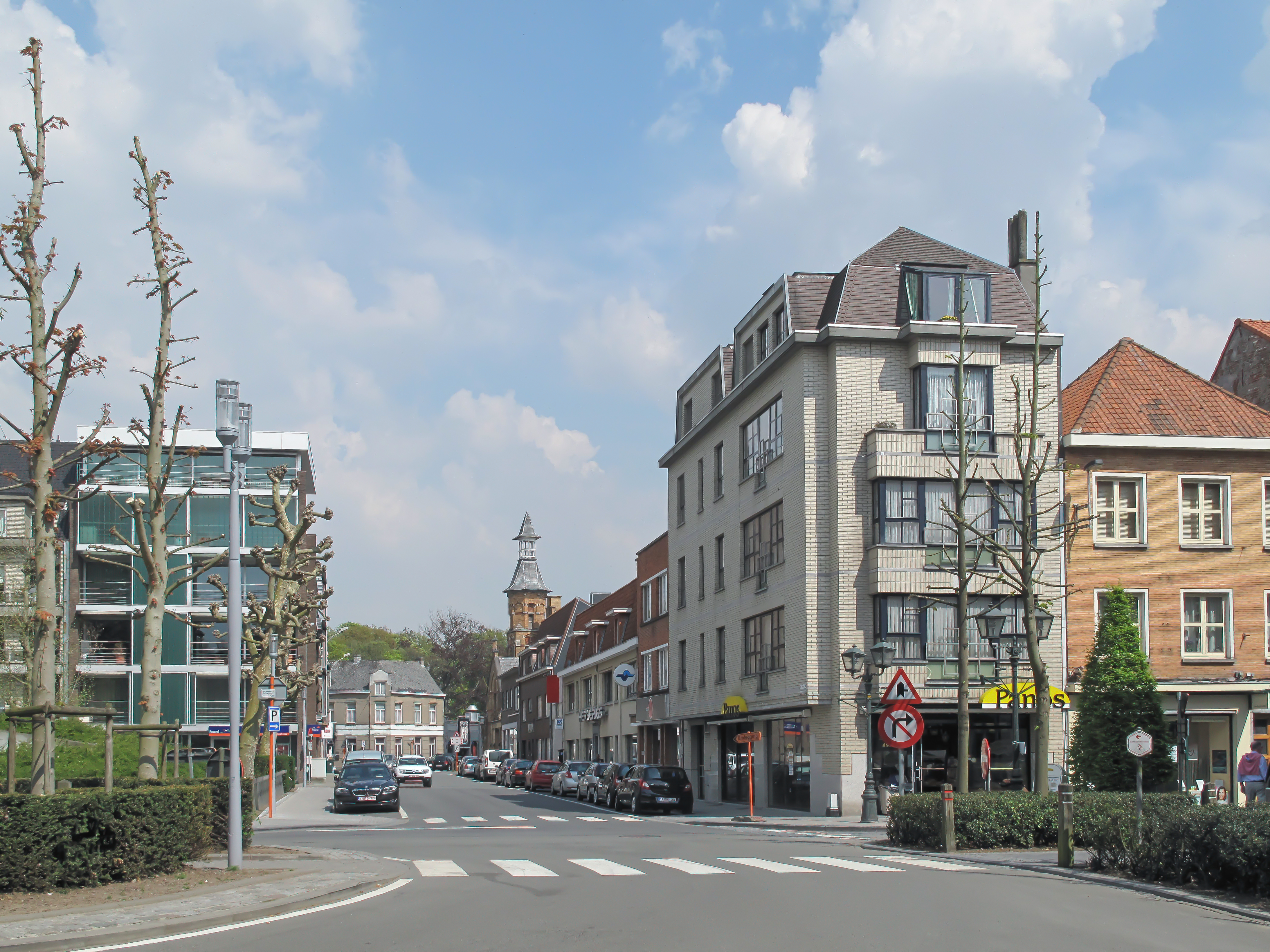
Blick auf die Straße: die Wijngaardstraat-Nederstraat
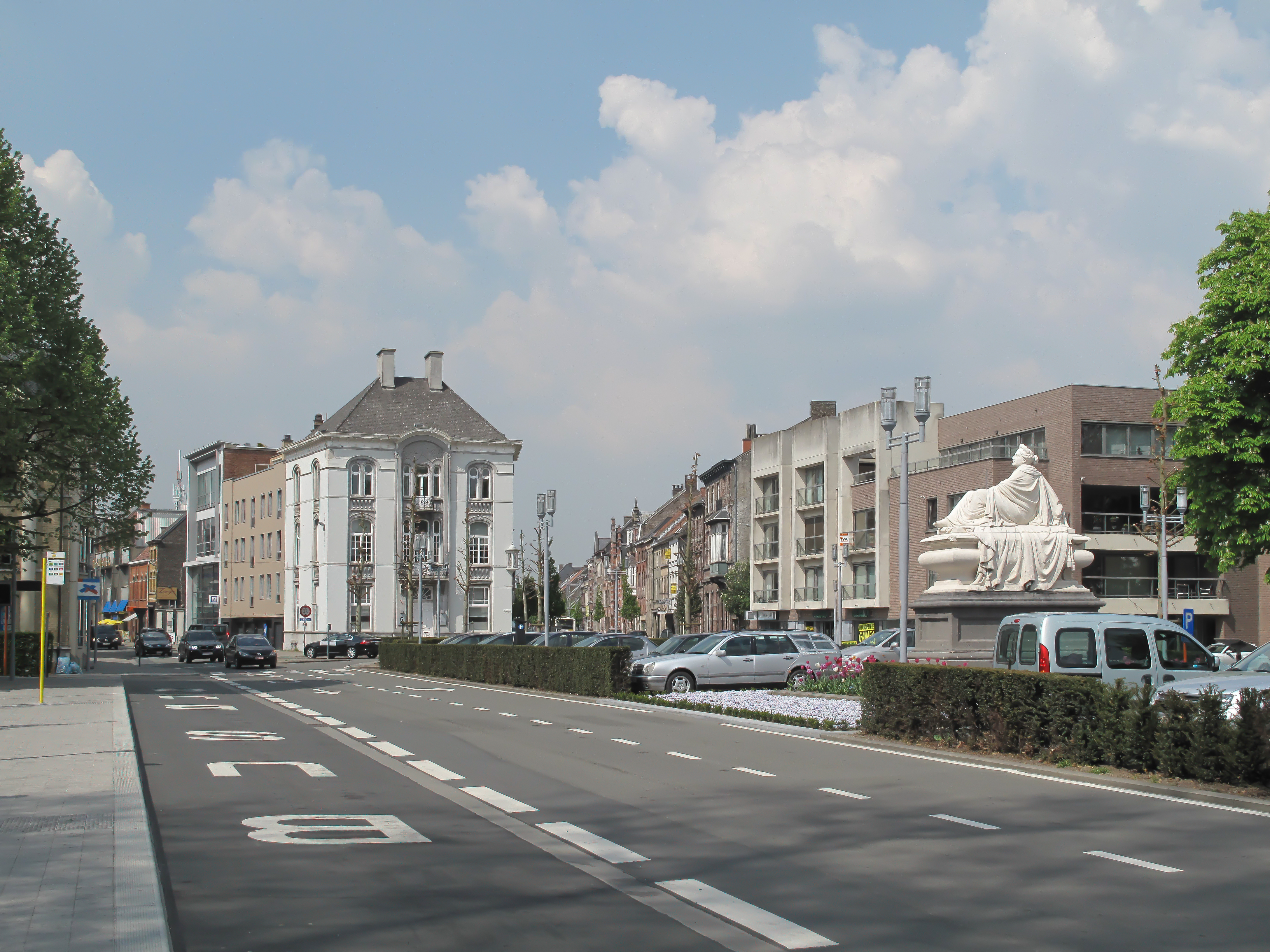
Blick auf die Straße: het Tacombaroplein
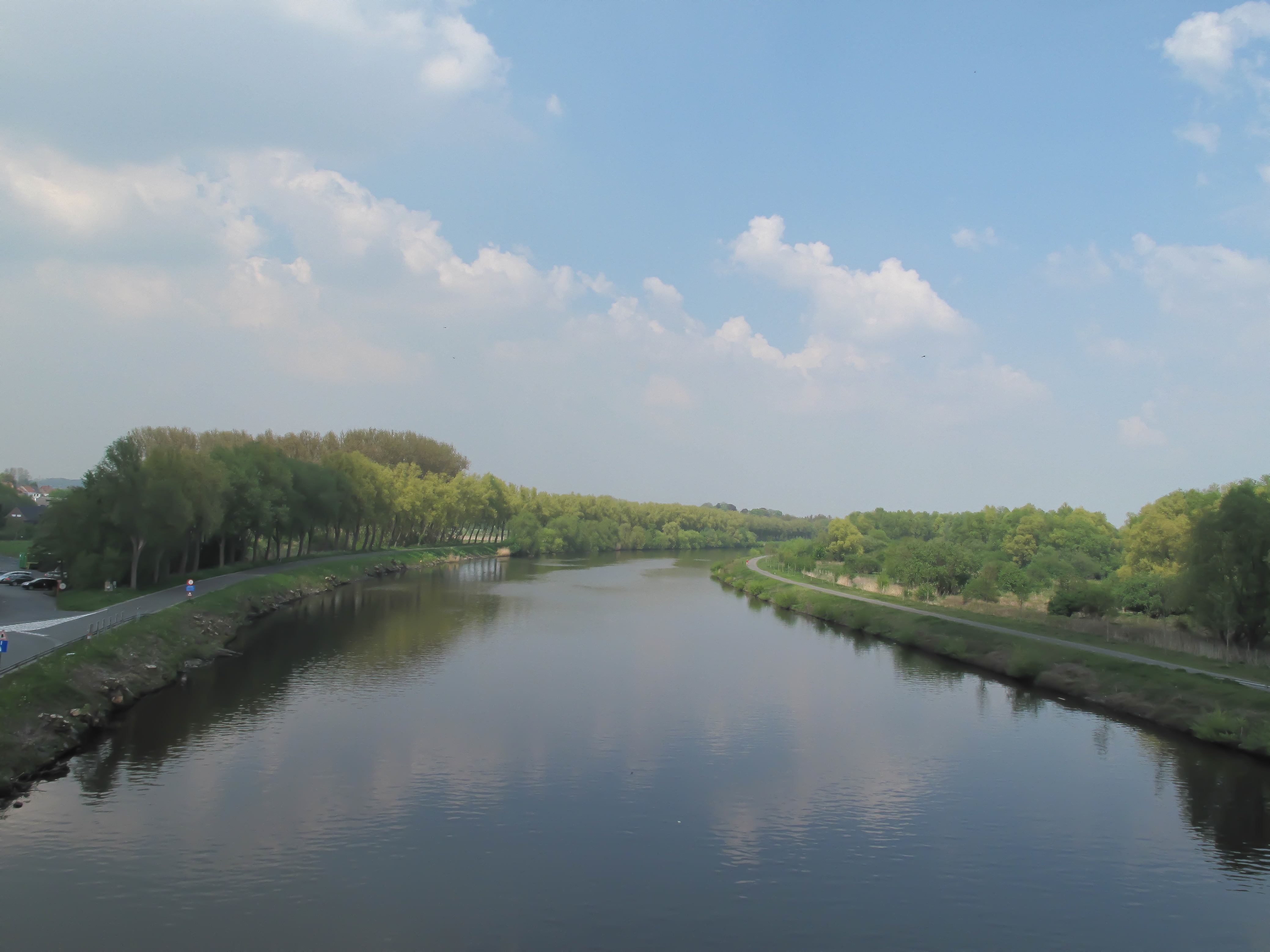
Fluss: de Schelde (nächst Oudenaarde)
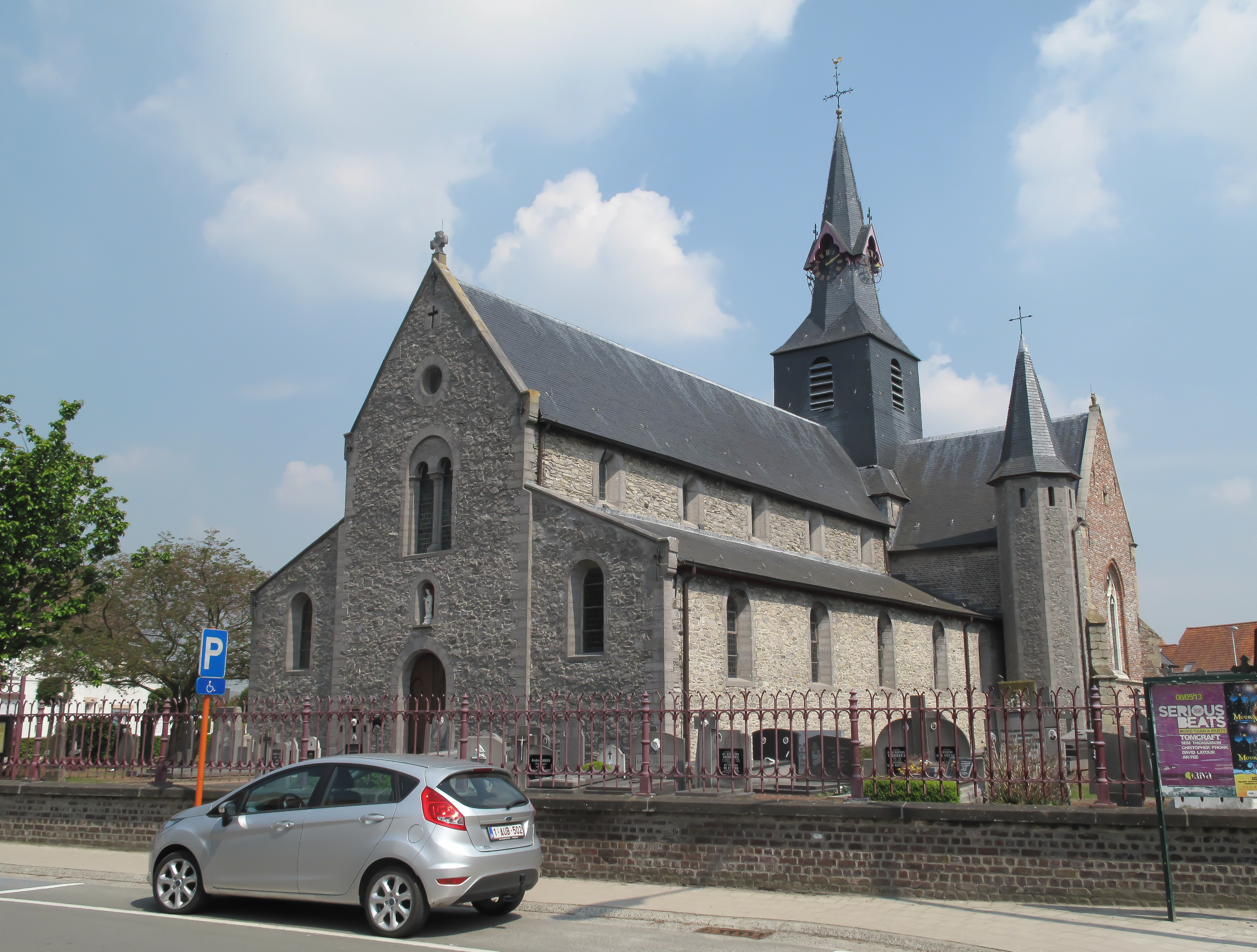
Kirche: de Sint Martinuskerk (in Welden)
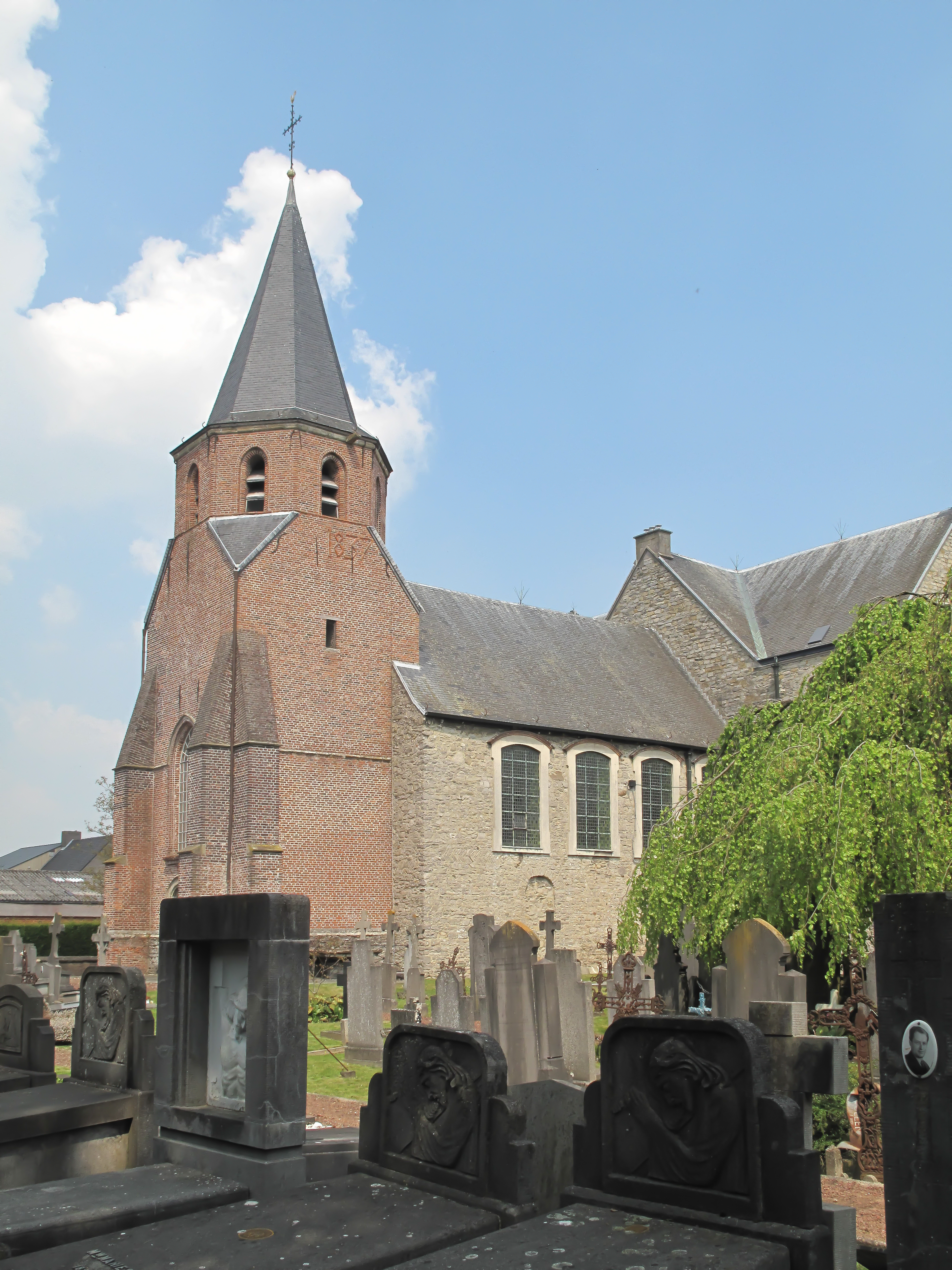
Kirche: de Sint Vedastuskerk (in Nederename)

## Infrastruktur
Kommunalrechtlich und polizeilich bildet Oudenaarde eine selbständige Einheit; die Stadt besitzt einen Justizpalast und ein Gefängnis sowie ihre eigene Staatsanwaltschaft.
Oudenaarde hat zwei Bahnhöfe und liegt an der N60, der Verbindung zwischen Ronse und Gent. Die Straßenbahn verschwand in der Mitte des zwanzigsten Jahrhunderts aus der Stadt.

## Politik

### Stadtrat
- Vooruit: 18
- Voor – CDV: 10
- Groen: 16
- VLD: 59
- CD&V: 14
- CDV/NVA: 16
- N-VA: 12
- VB: 6

- VLD: 59
- Vooruit: 18
- CDV/NVA: 16
- Groen: 16
- CD&V: 14
- N-VA: 12
- Voor – CDV: 10
- VB: 6

- Voor – CDV: 10
- Groen: 6
- VLD: 8
- N-VA: 5
- VB: 2

Nach der Wahl wurde eine Koalition aus OpenVLD, Groen (Belgien) und NVA eingegangen.
- Vooruit: 2
- Groen: 6
- VLD: 13
- CD&V: 6
- N-VA: 3
- VB: 1

Nach der Wahl wurde eine Koalition aus OpenVLD und CD&V eingegangen.
- Vooruit: 2
- Groen: 3
- VLD: 14
- CD&V: 8
- N-VA: 4

Nach der Wahl wurde eine Koalition aus OpenVLD und CD&V eingegangen.
- Vooruit: 6
- Groen: 1
- VLD: 12
- CD&V/NVA: 8
- VB: 2

Nach der Wahl wurde eine Koalition aus OpenVLD und CD&V/NVA eingegangen.
- Vooruit: 8
- VLD: 12
- CD&V/NVA: 8
- VB: 1

Nach der Wahl wurde eine Koalition aus OpenVLD und CD&V/NVA eingegangen.

## Städtepartnerschaften
Es bestehen mehrere Städtepartnerschaften. Seit 1972 ist Oudenaarde Partnergemeinde der deutschen Stadt Coburg. 1986 kamen die niederländische Gemeinde Bergen op Zoom und das italienische Castel Madama hinzu. 1990 folgte die französische Stadt Arras und 1991 Hastings im Vereinigten Königreich sowie Buzău in Rumänien. Für ihre Leistungen bei der Verbreitung des europäischen Einigungsgedankens erhielt die Stadt Oudenaarde im Jahr 2004 den Europapreis.

## Persönlichkeiten
- Jean Le Tavernier (15. Jahrhundert), flämischer Maler
- Gaspar van Weerbeke (1455–1517), Komponist und Sänger
- Benedictus Appenzeller (zwischen 1480 und 1488–1558), franko-flämischer Sänger und Komponist der Renaissance
- Margarethe von Parma (1522–1586), Statthalterin der habsburgischen Niederlande
- Alexandre Van den Bussche (1535–1585), Schriftsteller
- Adriaen Brouwer (1605/1606–1638), flämischer Maler
- Frans van den Plancken frz.: François de la Planche, Mitbegründer der Gobelin-Manufaktur in Paris
- Charles Liedts (1802–1878), Abgeordneter, Innenminister und Gouverneur
- Emmanuel Noterman (1808–1863), Tiermaler und Kupferstecher
- Eugeen Schepens (1853–1923), Kolonialpionier, führte Siedler aus Oudenaarde nach Villaguay, Argentinien
- Georges Decraeye (1933–2003), Radrennfahrer
- Arthur De Cabooter (1936–2012), Radrennfahrer
- Lucien De Brauwere (1951–2020), Radrennfahrer
- Rik W. A. A. De Doncker (* 1958), Ingenieur und Universitätsprofessor
- Bart Kaëll (* 1960), Sänger
- Eric Van Lancker (* 1961), Radrennfahrer und Sportlicher Leiter
- Frank De Bleeckere (* 1966), Fußball-Schiedsrichter
- Mario De Clercq (* 1966), Radsportler
- Cindy Franssen (* 1976), Politikerin
- Wim Van Huffel (* 1979), Radrennfahrer
- Stijn Vandenbergh (* 1984), Radrennfahrer
- Kenny De Ketele (* 1985), Radrennfahrer
- Jan Bakelants (* 1986), Radrennfahrer
- Timothy Herman (* 1990), Speerwerfer